# Ouargla (provins)

Ouarglas provins i Algeriet

Ouargla (arabiska: ولاية ورقلة) är en provins (wilaya) i östra Algeriet. Provinsen har 552 539 invånare (2008). Ouargla är huvudort.

## Administrativ indelning
Provinsen är indelad i 10 distrikt (daïras) och 21 kommuner (baladiyahs).